# Lee Kwang-jae

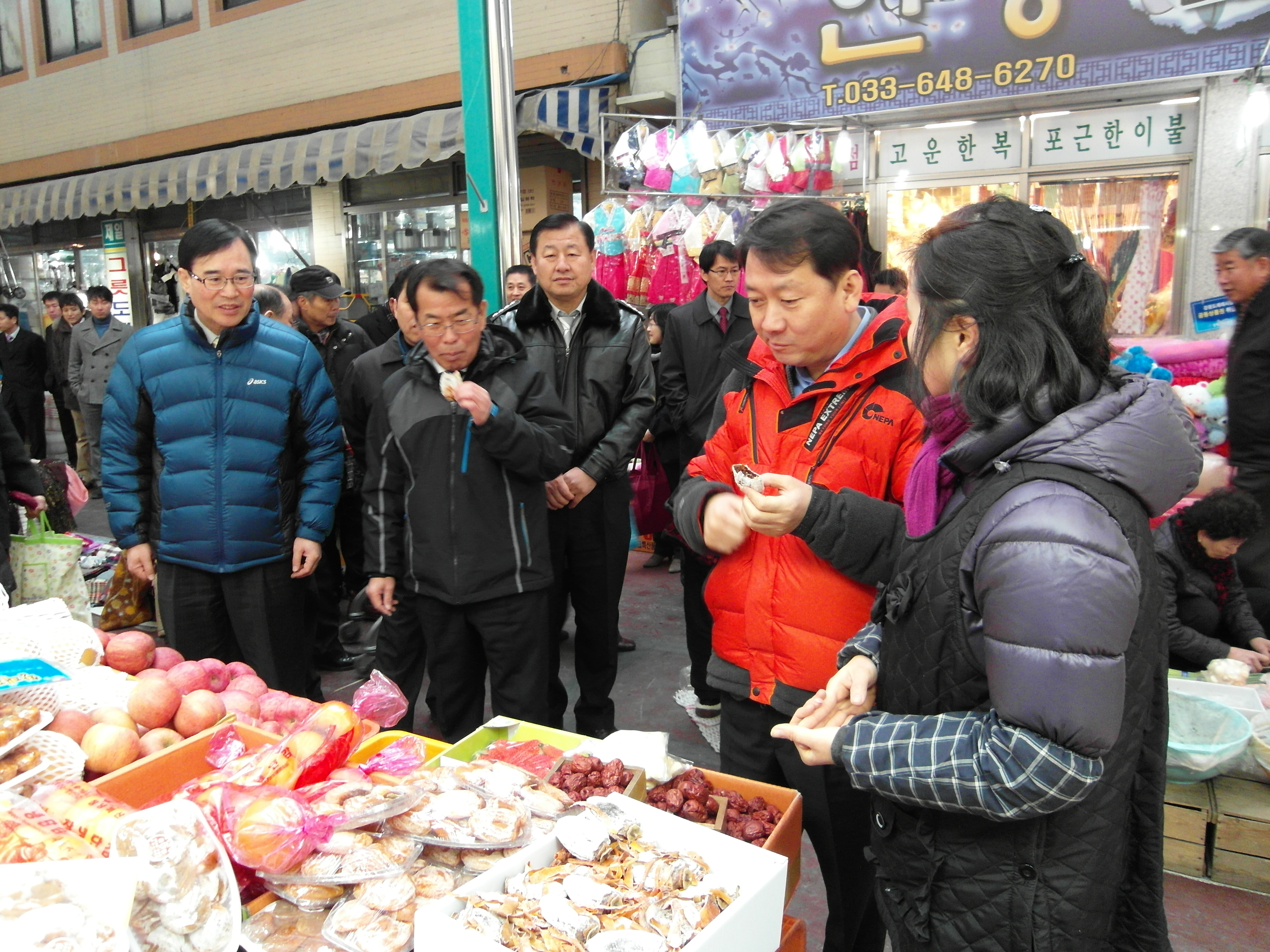
Lee Kwang-jae (rechts) bei einem Besuch des Zentralmarkts von Gangneung (Januar 2011)

Lee Kwang-jae (* 28. Februar 1965 in Pyeongchang, Gangwon-do) ist ein südkoreanischer Politiker der Deobureo-minju-Partei, der zwischen Juli 2010 und Januar 2011 als Gouverneur der Provinz Gangwon-do amtierte.

## Werdegang
Lee studierte ab 1983 Rechtswissenschaften und chemisches Ingenieurwesen an der Yonsei University. 1988 traf er den späteren Präsidenten Roh Moo-hyun und wurde dessen Sekretär während Roh als Parlamentsabgeordneter amtierte. 2004 wurde Lee selbst zum Mitglied der Gukhoe gewählt, bevor er 2010 zum Gouverneur seiner Heimatprovinz gewählt wurde. Kurz darauf musste er sein Amt jedoch wegen Korruptionsanschuldigungen aufgeben und wurde mit einem zehnjährigen Ämterverbot belegt. Präsident Moon Jae-in begnadigte Lee Ende 2019. Von Juli 2011 bis 2013 wurde er Gastdozent an der Tsinghua-Universität. Bei der Parlamentswahl in Südkorea 2020 wurde Lee erneut in die Gukhoe gewählt. Seither vertritt er dort die Stadt Wonju.
Im Mai 2021 verkündete Lee, sich in der Vorwahl seiner Partei für die Nominierung zur Präsidentschaftswahl in Südkorea 2022 bewerben zu wollen. Aufgrund schlechter Umfragewerte gab Lee jedoch seine Kampagne bald darauf auf und erklärte seine Unterstützung für Chung Sye-kyun.